# Падуле (Кјети)
Падуле (итал. Padule) је насеље у Италији у округу Кјети, региону Абруцо.
Према процени из 2011. у насељу је живело 151 становника. Насеље се налази на надморској висини од 1007 м.